# Spoorlijn Spiez - Brig
De spoorlijn Spiez - Brig ook wel Lötschberglinie genoemd is een Zwitserse bergspoorlijn van de BLS tussen Spiez in kanton Bern en Station Brig te Brig in kanton Wallis.

## Geschiedenis

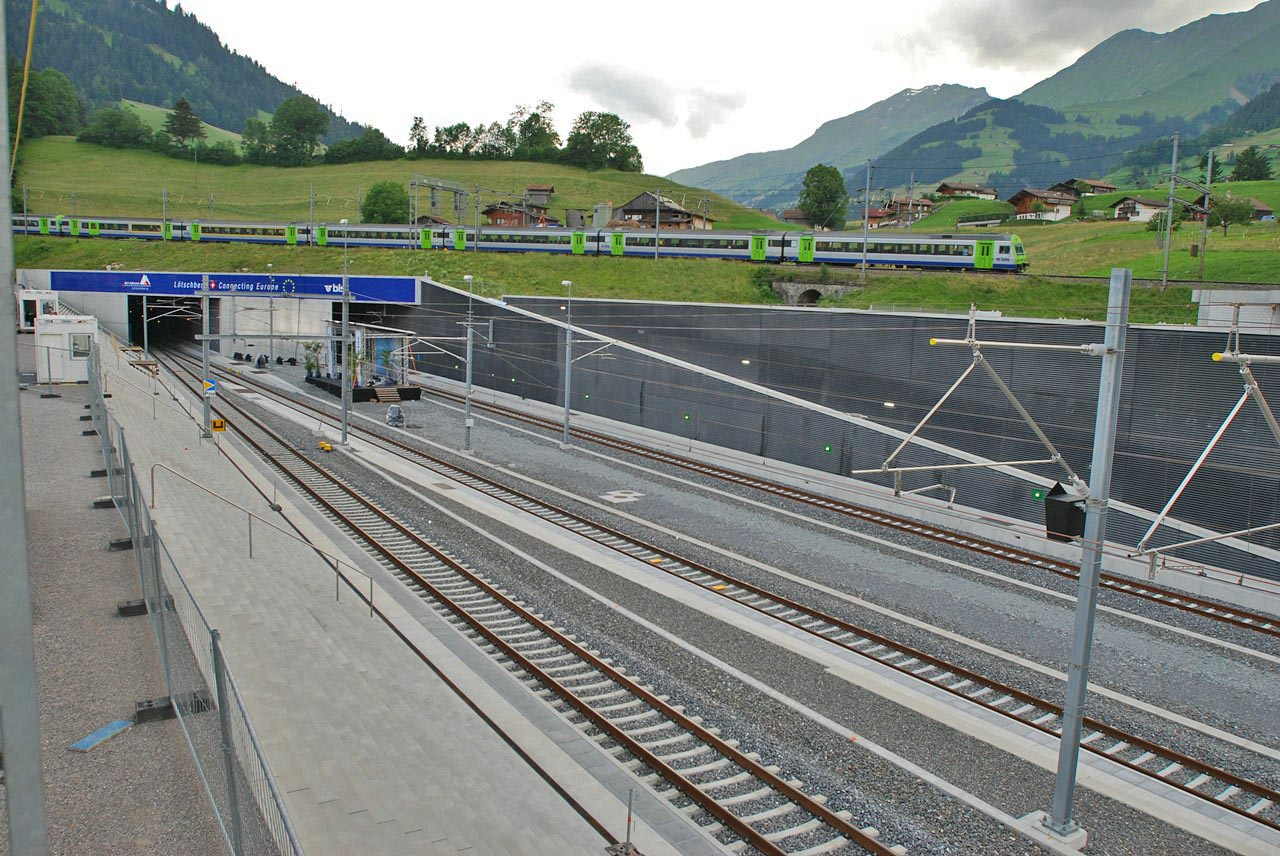
tunnelportaal en bergtraject bij Frutigen

Sinds 24 juli 1901 reed op de Spiez-Frutigen-Bahn op de spoorlijn van Spiez naar Frutigen, die per 1 januari 1907 door de BLS werd overgenomen. Met de eerste Sprengung begon op 15 oktober 1906 de bouw van de Lötschbergtunnel.
Toen ook de zuidelijke helling Goppenstein – Brig gereed kwam kon op 15 juli 1913 werd het doorgaande treinverkeer op de 74 km lange traject van Spiez naar Brig mogelijk.
In het traject zaten oorspronkelijk 33 tunnels, 3 lawinegalerijen en 22 bruggen.
In het traject is sinds 2007 uitgebreid met een aansluiting van de Lötschberg-basistunnel in Frutigen en in het Rhônedal bij Raron een aansluiting op de Simplonlinie in de richting van Visp en Brig.

## Elektrische tractie
Het lijnennet van de BLS werd vanaf de opening geëlektrificeerd met een spanning van 15.000 volt 16 2/3 Hz wisselspanning. Op een proeftraject tussen Spiez en Frutigen heeft men frequentie van 15 Hz ingebouwd. In 1913 legden de Verwaltungen van Preussen, Bayern en Baden de frequentie vast op 16 2/3 Hz. Deze verandering kon zonder hoge kosten door gevoerd worden. De installatie werd voor de officiële opening omgebouwd tot 16 2/3 Hz.

## Simplon InterModal
Om begeleid (BKV / RoLa) en onbegeleid gecombineerd vervoer (UKV) mogelijk te maken zijn de Lötschberglinie en de Simplonlinie geschikt gemaakt voor opleggers met een hoekhoogte van 4,05 m. Dit is het zogenoemde SIM-Profil met KV-codes P80/405 - C80/405 - NT70/396. Ter vergelijking, de Gotthard route is maar toegankelijk voor een hoekhoogte van 3,84 m (HP-Profil; P60/384 - C60/384 - NT50/375).

### Slalomstrecke
Hoewel de Lötschberglinie geheel dubbelsporig is, voldoen niet alle sporen aan het SIM-Profil. Daarom slalommen de treinen met dit profiel een aantal keer heen en weer van het linker- naar het rechterspoor en terug. Tussen Kandergrund en Blausee-Mittholz is dit het westelijke spoor, van Blausee-Mittholz tot Felsenburg en van Kandersteg tot Goppenstein (o.a. in de Lötschbergscheiteltunnel) is dit het oostelijke spoor en tussen Rarnerkummen en Ausserberg wederom het westelijke spoor. Op de overige stukken voldoen beide sporen aan het SIM-Profil. Ook de Simplonlinie is geheel dubbelsporig, maar kent tussen Iselle en Preglia een enkelspoorbedrijf voor treinen met het SIM-Profil (westelijke spoor met passermogelijkheid op station Varzo). Langs de baan staan borden om aan te geven welke sporen niet voldoen aan het SIM-Profil.

### Rollende Landstraße
Op de noord-zuid route door Zwitserland startte begin 1990 de Rollende Landstraße (afgekort RoLa) voor het vervoer van zware vrachtauto’s (trekker + oplegger) op goederentreinen (begeleid gecombineerd vervoer (BKV)). In Zwitserland wordt de afkorting RoLa vertaald als Rollende Autobahn.
De Firma Hupac AG uit Chiasso heeft de bedrijfsvoering van de RoLa in Zwitserland in handen. Op het traject van Freiburg im Breisgau naar Novara wordt dit gedaan door de dochteronderneming RAlpin AG uit Olten. De BLS verzorgt voor deze trein de tractie tussen Freiburg im Breisgau en de Italiaanse grens bij Domodossola, waar de Ferrovie dello Stato de treinen overnemen. Onderweg wordt in Spiez tractie gewisseld.

## Externe link

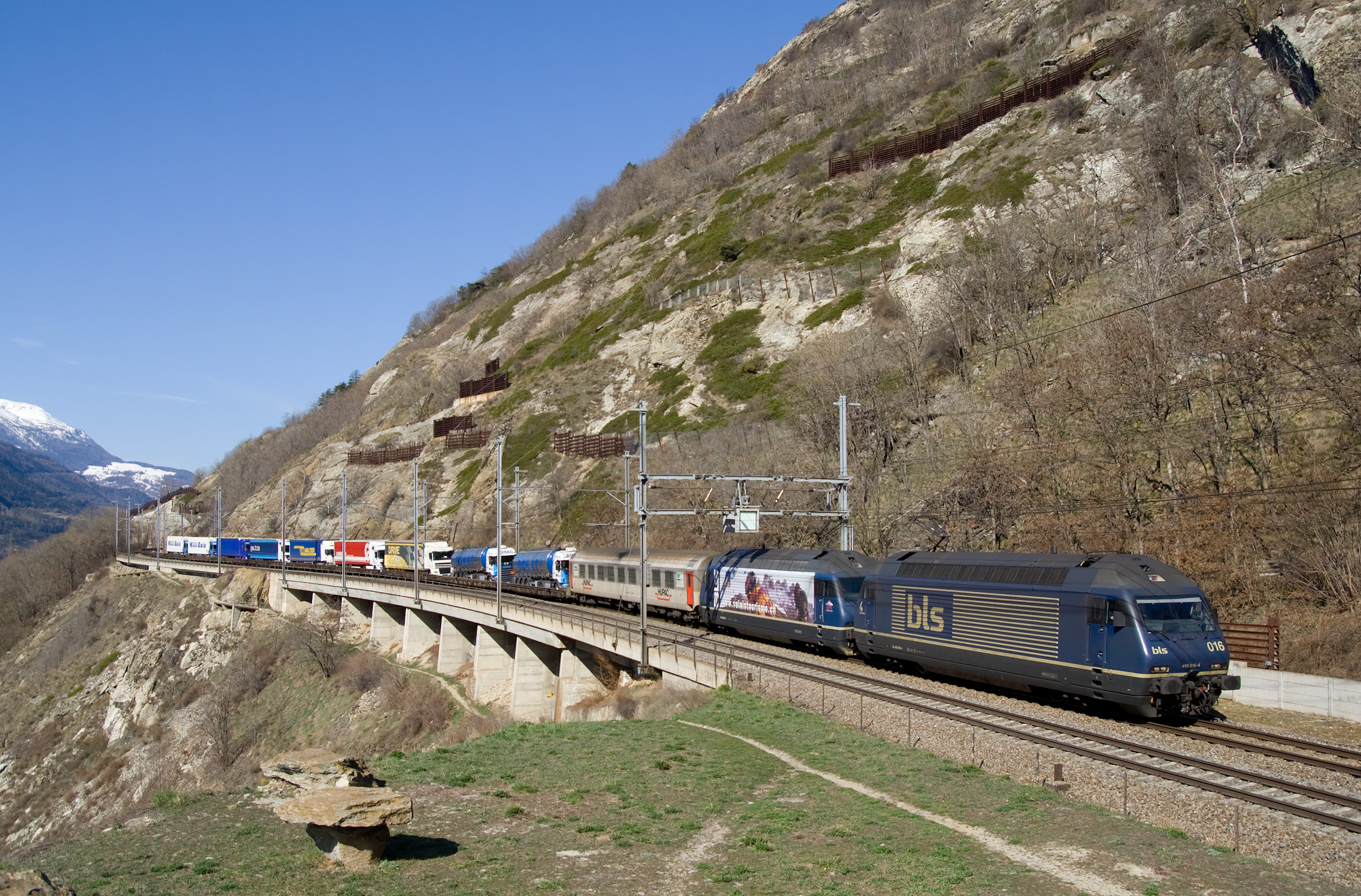
RoLa op de zuidelijke helling van de Lötschberg, getrokken door twee BLS Re 465